# Gul dvärgrall
Gul dvärgrall (Coturnicops noveboracensis) är idag en uteslutande nordamerikansk fågel i familjen rallar inom ordningen tran- och rallfåglar. Den häckar i grunda våtmarker i södra Kanada och nordligaste USA där den kan vara mycket svår att få syn på. Arten är fåtalig med en uppskattad världspopulation på högst 25.000 individer, men anses inte vara hotad.

## Kännetecken

### Utseende
Gul dvärgrall är en mycket liten (13–18 cm) rall med kort hals, litet huvud, kort och stubbad näbb men relativt långa ben. Fjäderdräkten är brungul med mörka streck och tunna vita band på ovansidan. Ansiktet och bröstet är ljusare gulaktiga med en mörk suddig fläck på kinden. Näbben är gulaktig. I flykten syns vita armpennor och vingundersidor.

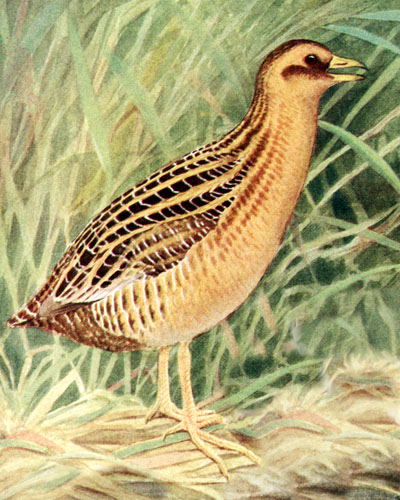

### Läte
När det är som mörkast på natten avger hanen ett rytmiskt klickande ljud "tic-tic tictictic, tic-tic tictictic..." som liknats vid två småstenar som slås ihop.

## Utbredning och systematik
Gul dvärgrall förekommer idag uteslutande i Nordamerika. Den häckar lokalt i ett område sydcentrala och sydöstra Kanada till nordcentrala och nordöstra USA. En isolerad population finns i nordvästra USA. Vintertid flyttar den till kustområden i södra och sydöstra USA. En population som utgjorde en egen underart, goldmani, häckade tidigare i närheten av floden Lerma i centrala Mexiko, men denna är troligen utdöd.

## Levnadssätt
Gul dvärgrall häckar i grunda våtmarker med säv, dock inte i djupare områden med högre växtlighet som kaveldun. Vintertid ses den i fuktängar och våtmarker med marskgräs, ’’Distichlis spicata’’, säv och annan lågvuxen vegetation. Där går den genom växtligheten på jakt efter ryggradslösa djur som vattenlevande insekter och sniglar, men också frön och andra vegetabilier. Fågeln är mycket tillbakadragen och ses väldigt sällan exponerat.

### Häckning
Boet placeras på marken vari honan lägger fyra till tio ägg. Båda könen hjälps åt att bygga boet, ruva äggen och ta hand om ungarna. När äggen kläckts krossar honan äggskalen och gömmer dem under boet eller längre bort från häckningsplatsen.

## Status
Gul dvärgrall är en fåtalig art, med en världspopulation på endast 10 000-25 000 individer. Beståndet verkar dock vara stabilt, varför IUCN inte bedömer att den är hotad utan kategoriseras som livskraftig.

## Namn
Arten har tidigare kallats gulrall eller amerikansk gulrall. Namnet justerades 2025 av Birdlife Sveriges taxonomikommitté för att harmoniera med artens närmaste släktingar.